# Townsend (condado de Oconto)
Townsend es un lugar designado por el censo ubicado en el condado de Oconto en el estado estadounidense de Wisconsin. En el Censo de 2010 tenía una población de 146 habitantes y una densidad poblacional de 139,53 personas por km².

## Geografía
Townsend se encuentra ubicado en las coordenadas 45°19′39″N 88°35′26″O / 45.32750, -88.59056. Según la Oficina del Censo de los Estados Unidos, Townsend tiene una superficie total de 1.05 km², de la cual 1.05 km² corresponden a tierra firme y (0%) 0 km² es agua.

## Demografía
Según el censo de 2010, había 146 personas residiendo en Townsend. La densidad de población era de 139,53 hab./km². De los 146 habitantes, Townsend estaba compuesto por el 89.73% blancos, el 0% eran afroamericanos, el 8.22% eran amerindios, el 0% eran asiáticos, el 0% eran isleños del Pacífico, el 0% eran de otras razas y el 2.05% pertenecían a dos o más razas. Del total de la población el 0% eran hispanos o latinos de cualquier raza.